# Elias Howe

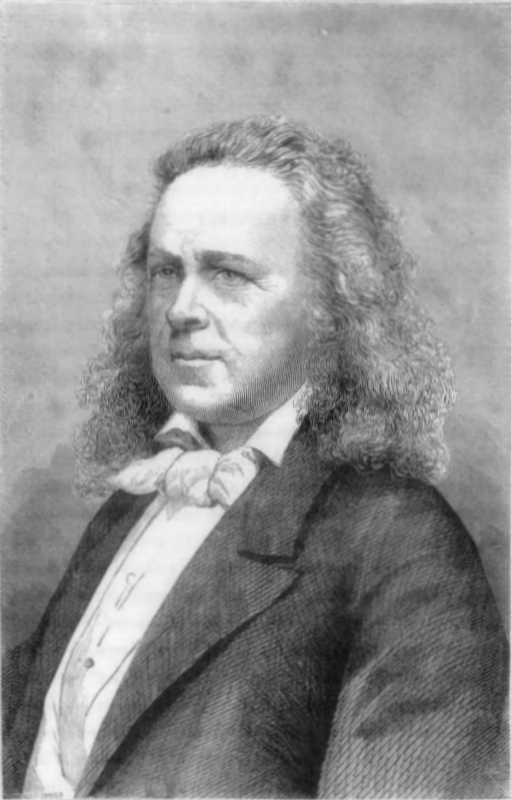
Elias Howe

Elias Howe (9 juli 1819 – 3 oktober 1867) was een Amerikaans uitvinder, geboren in Spencer, Massachusetts. Hij was een pionier op het gebied van de ontwikkeling van de naaimachine.
In tegenstelling tot wat algemeen wordt aangenomen, was hij niet de uitvinder van naaimachine. Een aantal mensen vóór hem, zoals Walter Hunt en de Fransman Barthélemy Thimonnier, hadden al aan de ontwikkeling van de naaimachine gewerkt. 
Elias Howe werkte in een fabriek waar machines voor katoenweverij werden gemaakt. Hij was tegelijkertijd ook uitvinder en was op zoek naar een goede naaimachine. Op basis van zijn voorgangers ontwierp hij een machine die wel eens zou kunnen werken. Hij had echter één groot probleem: de naald, hij kon maar geen oplossing bedenken voor het probleem van de naald zodat er een mooie stiksteek gevormd zou kunnen worden. Elias Howe was dan ook de eerste die met het idee kwam van een andere naald te ontwerpen voor de naaimachine dan de klassieke naald die gebruikt werd om mee te naaien.
Hij werkte de ideeën van zijn voorgangers uit samen met zijn eigen ideeën tot een functionele machine die hij op 10 september 1846 presenteerde. Hij verwierf als eerste Amerikaan een patent voor een naaimachine gebaseerd op het gebruik van een stiksteek.
Howe werd gedwongen zijn patent in de jaren 1850 te verdedigen, toen hij terugkerend in de Verenigde Staten, na een trip naar Europa, ontdekte dat Isaac Singer zijn machine had geperfectioneerd en op de markt had gebracht. Hij won het geschil en verwierf een aandeel in de opbrengst. Howe besteedde veel van zijn vermogen aan het leger van de unionisten tijdens de Amerikaanse Burgeroorlog.
Howe overleed op 3 oktober 1867 en werd begraven op Green-Wood, een begraafplaats in New York.

## Trivia
- De Beatlesfilm Help! uit 1965 eindigt met de zin: "Respectfully dedicated to Elias Howe who, in 1846, invented the sewing machine."
- Elias Howe is ook in de song "Mother Necessity" uit de televisieserie Schoolhouse Rock aangemerkt als de uitvinder van de naaimachine.

- Bibliothèque nationale de France: cb15860293v (data)
- Gemeinsame Normdatei: 117535524
- International Standard Name Identifier: 0000 0000 5133 540X
- Library of Congress Control Number: nr93045047
- Nationale Bibliotheek van Israël: 987007383627905171
- PIC: 300256
- SNAC: w6qz3t6r
- Système universitaire de documentation: 234381949
- Virtual International Authority File: 37696118
- WorldCat: E39PBJmTtFGFt39t8qvw8fryVC